# Eugenia herrerae
Eugenia herrerae är en myrtenväxtart som beskrevs av Barrie. Eugenia herrerae ingår i släktet Eugenia och familjen myrtenväxter.
Artens utbredningsområde är Costa Rica. Inga underarter finns listade i Catalogue of Life.